# 別布扎河

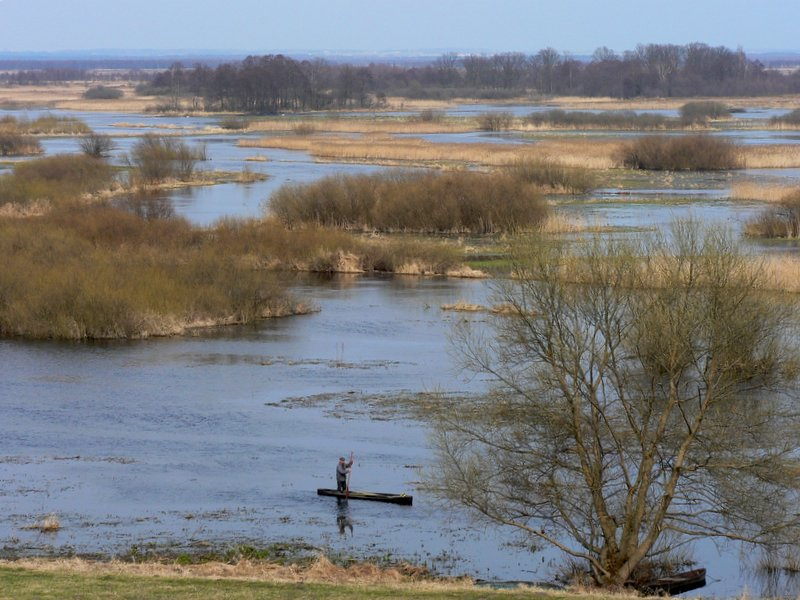

別布扎河是波蘭的河流，位於該國東北部，屬於納雷夫河的支流，河道全長155公里，流域面積7,057平方公里，是36種魚類的棲息地，河畔城鎮有利普斯克和戈尼翁茲。

## 外部連結
- Natural tourism (birdwatching) in Biebrza National Park
- Topographical maps 1:50 000（页面存档备份，存于）
- Radzilow - Town running along the Biebrza（页面存档备份，存于）

53°13′02″N 22°25′52″E / 53.2171351053°N 22.4309921265°E